# Hugo Borger
Hugo Borger (* 23. November 1925 in Düsseldorf; † 15. September 2004 in Bonn) war ein deutscher Mittelalterarchäologe, Museumsgründer, Bau- und Bodendenkmalpfleger, Generaldirektor der Kölner Museen und Hochschullehrer. Darüber hinaus hat sich Hugo Borger als Kommunikator in der lokalen und überregionalen Kulturpolitik stark engagiert.

## Wissenschaftlicher Werdegang
Aufgewachsen in Krefeld, studierte Hugo Borger nach der Gesellenprüfung als Maurer von 1948 bis 1954  Kunstgeschichte, Klassische Archäologie, Geschichte und Theaterwissenschaft an der Universität zu Köln und an der Universität Bonn. 1955 promovierte er bei Hans Kauffmann in Köln zum Dr. phil. mit einer Dissertation über das Münster Sankt Vitus in Mönchengladbach und ging 1959 an das Rheinische Landesmuseum Bonn.
Ab 1961 leitete Borger zahlreiche bedeutende archäologische Ausgrabungen des Rheinischen Landesmuseums Bonn und war dort ab 1965 Abteilungsdirektor. Ab 1966 nahm er einen Lehrauftrag für Archäologie des Mittelalters an der Universität Bonn wahr, am 1. April 1970 wurde er dort zum Honorarprofessor ernannt. 1972 wurde er zum Direktor des Römisch-Germanischen Museums der Stadt Köln berufen und war ab 1974 zudem Direktor der Historischen Museen der Stadt Köln. 1981 wurde er zusätzlich zum Generaldirektor der Museen der Stadt Köln berufen. 1990 wurde er pensioniert.

## Leistungen
Hugo Borger führte bereits während des Studiums und nach seiner Promotion zahlreiche archäologische Ausgrabungen in mittelalterlichen Kirchen und Stadtkernen im Rahmen der Kunstdenkmäleraufnahme im Rheinland durch und publizierte Teile in kurzen Vorberichten. Zu seinen Ausgrabungsstätten zählen unter anderen Xanten, das Mönchengladbacher Münster, Neuss und Bonn. Dabei standen meist die „Wachstumsstufen“ der Städte im Mittelpunkt.
Als in Neuss Ende der 1950er und Anfang der 60er Jahre Veränderungen im Neusser Münster anstanden, bot das die Gelegenheit für archäologische Forschungen zur frühchristlichen Besiedlung. In der Folge fand Borger merowingische Gräber an der Nordseite des Münsterplatzes; bis dahin waren fränkische Gräber nördlich von Köln nur in Krefeld-Gellep bekannt. Sein Fund belegte eine kontinuierliche Besiedlung von Novaesium im Bereich von St. Quirin auch in nachrömischer Zeit. Mit Blick auf Wolbero konnte Borger den Nachweis führen, dass der Baumeister die Dreikonchenanlage wohl von Anfang an mitgeplant habe. Seine Erkenntnisse publizierte er im Beiheft der Bonner Jahrbücher und in Auszügen auch im Neusser Jahrbuch. Archäologischen und bauhistorischen Untersuchungen zum Kölner Dom widmete er zahlreiche Publikationen.

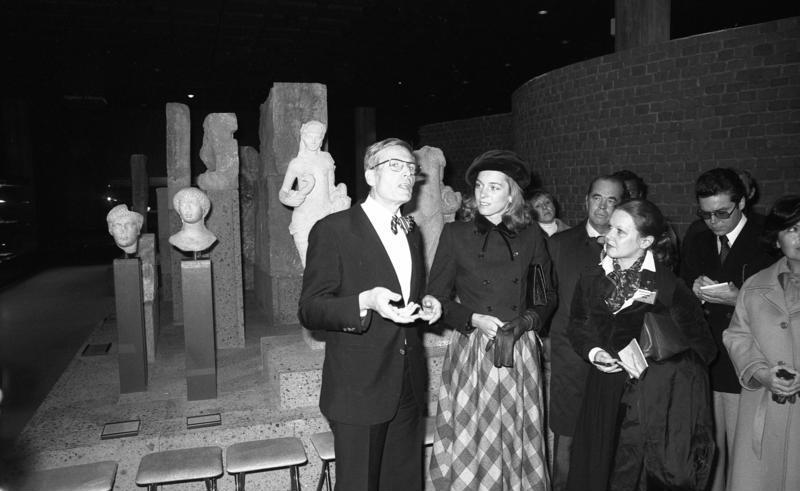
Hugo Borger bei einer Führung anlässlich des Staatsbesuchs des jordanischen Königspaars im Römisch-Germanischen Museum

Von 1976 bis 1988 war Borger Vorsitzender des Verbandes der Landesarchäologen in der Bundesrepublik Deutschland.
Hugo Borger hat mit seinen zahlreichen Ideen und Initiativen die Diskussion um das Museumswesen immer wieder belebt und vorangetrieben. Dabei standen die Probleme, die zu lösen waren, immer im Mittelpunkt. Borger war stets bemüht, die Museen lebendiger und interessanter zu gestalten, also nicht nur die Museumsinhalte zu pädagogisieren, sondern auch einen Anreiz zu schaffen, indem man die Tendenz der 60er Jahre zur Integration des Museums in den gesellschaftlichen Alltag verstärkte.
Hugo Borger entwickelte für das im Bau befindliche Römisch-Germanische Museum der Stadt Köln ein richtungsweisendes Konzept für die Gestaltung. Das neue Museum wurde am 4. März 1974 eröffnet, mit seiner „revolutionären Neuerung“ (so Hansgerd Hellenkemper, sein Nachfolger im Amt des Museumsdirektors), dass viele Exponate rundum zu besichtigen sind. Seit dem 17. Jahrhundert war es üblich, die Steine an die Wand und die Vitrinen mittig in dem Raum zu platzieren. Borger hat dieses Prinzip umgekehrt: er hat an den Wänden die Vitrinen gezogen und die Steine im Zentrum platziert. Neu in diesem Museum waren auch die Audioprogramme, heute allgemein üblich. Mit Hilfe dieses Mediums wurde, so Hugo Borger damals,
die in den Museumsräumen bislang waltende Stille der Andacht zerstört und damit jenem Alltagsraum die Artikulation gestattet, aus dem die Mehrzahl der Besucher stammt.
Das Konzept des Römisch-Germanischen Museums gilt fortan als eines der entscheidenden Wendepunkte in der Museumsauffassung.
Trotz der zum Teil starken Ablehnung in der Fachwissenschaft wurde und wird das Museum vom Publikum angenommen und verstanden, so daß sich hier eine gesellschaftliche Legitimation einstellte, die das Ende der Museumskrise in Sicht kommen ließ und an der deshalb die kritischen Anwürfe konservativer und progressiver Provenienz zerbrachen, so Achim Preiss.
Hugo Borger hat sich auch als Kulturpolitiker verstanden und sich so weit über der Stadt Köln hinaus einen Namen gemacht.
Früher als viele seiner Kollegen spürte er den Wandel, der mit den Umwälzungen im gesellschaftlichen wie im politischen Leben auch die Anforderungen und Erwartungen an die Anforderungen und Erwartungen der Öffentlichkeit an das Museum veränderte. Aus seiner demokratischen und sozialen Grundeinstellung heraus wurde für ihn die „Öffnung“ des traditionellen Musentempels zur Selbstverständlichkeit. Seine Begabung für eine didaktische Präsentation, seine Phantasie und das Geschick bei der Vermittlung von Kunst und Geschichte im Neubau des Römisch-Germanischen-Museums hatte für nachfolgende Planungen Referenzcharakter, so Peter Nestler, ehemaliger Kulturdezernent der Stadt Köln.
Hugo Borger war auch maßgeblich an der Entwicklung der Museumsmeile der Bundesstadt Bonn mit der Kunst- und Ausstellungshalle der Bundesrepublik Deutschland, dem Haus der Geschichte der Bundesrepublik Deutschland und dem Kunstmuseum Bonn beteiligt.
Hugo Borger verfasste neben zahlreichen populärwissenschaftlichen Werken bedeutende Fernsehfilme und Dokumentationen über Baudenkmäler, Museen und Archäologie.
Der dienstliche Bestand von Hugo Borger wurde am 15. Mai 1990 vom Historischen Archiv der Stadt Köln übernommen.

## Auszeichnungen
- 1978: Großes Silbernes Ehrenzeichen für Verdienste um die Republik Österreich[6]
- 1978: Kölschpreis
- 1992: Verdienstorden des Landes Nordrhein-Westfalen[7]

- 1992: Benediktpreis von Mönchengladbach

## Zitate
„Mit Intoleranz ist nichts zu gewinnen.“

„Kritik ist mir willkommen, aber sie stört mich nicht, weil ich bei dem, was ich tue, so verfahre, daß, wenn ich es tue, ich überzeugt bin, daß es richtig ist.“

„Für das Vermitteln von Geschichte  tut Theater not. Malraux hat einmal davon gesprochen, daß man die Dinge eine Metamorphose erleiden lassen müsse. Um Geschichte und Kunst an die Leute zu bringen, ist mir jedes inszenatorische Mittel recht, solange es nicht zum Selbstzweck wird.“

## Schriften (Auswahl)
Hugo Borger veröffentlichte Publikationen insbesondere zu den Themenbereichen Archäologie des Mittelalters und mittelalterlichen Architekturgeschichte, zu Problemkreisen des Museums für die heutige Gesellschaft sowie zahlreiche Museumskataloge.
- Das Münster S[ankt] Vitus zu Mönchen-Gladbach (= Die Kunstdenkmäler des Rheinlands. Beiheft 6). Fredebeul & Koenen, Essen 1958, DNB 450560228 (zugleich Dissertation Universität zu Köln, Philosophische Fakultät, 9. März 1959).
- Xanten, Entstehung und Geschichte einer mittelalterlichen Stadt (= Beiträge zur Geschichte und Volkskunde des Kreises Dinslaken). Gesthuysen, Xanten 1960.
- Sie bauten ein Abbild des Himmels. Monographien romanischer und gotischer Kirchen aus Nordrhein-Westfalen im Westdeutschen Werbefernsehen. Köln 1970.
- Das Hänneschen lässt die Puppen tanzen. Verwaltung der Museen der Stadt Köln, Köln 1976.
- Das Römisch-Germanische Museum Köln. Callwey, München 1977.
- Xanten. Entstehung und Geschichte eines niederrheinischen Stiftes (= Kulturstätten am Niederrhein. Band 2). Gesthuysen, Xanten 1966 (2. Aufl. 1977).
- Der Dom zu Köln. Greven, Köln 1980.
- Köln – Die Stadt als Kunstwerk. Stadtansichten vom 15. bis 20. Jahrhundert. 2. Aufl. Greven, Köln 1982.
- Die Abbilder des Himmels in Köln. Kölner Kirchenbauten als Quelle zur Siedlungsgeschichte des Mittelalters, Band 1 (mehr nicht erschienen). Greven, Köln 1988.
- Aufgaben und Aspekte der Stadtarchäologie. In: Archäologie in Deutschland Heft 1, Jg. 1989, S. 12–44. digitalisat
- Kritik ist mir willkommen, aber sie stört mich nicht. In: Gerd Courts: Kölner Tischgespräche 1976–1989. Mit Photoporträts von Alfred Koch. Wienand, Köln 1989, ISBN 3-87909-235-4, S. 8–13.
- Märtyrer-Grabanlagen in den Rheinlanden aus neuer Erkenntnis. Walter, Eltville 1993.